# 로리 코크레인
로리 코크런(Rory Cochrane, 영어 발음: /ˈkɒkrən/, 1972년 2월 28일 ~ )은 미국의 배우다.

## 출연 작품

### 영화
- 아버지와 아들(Fathers and sons)
- 엠파이어 레코드(Empire Records)
- 퍼블릭 에너미(Public Enemies)
- 데이즈드 앤드 콘퓨즈드(Dazed and Confused)
- 선셋 스트립(Sunset Strip)
- 더 로우 라이프(The Low Life)
- 도그타운(Dogtown)
- 오큘러스(Oculus) - 앨런 러셀 역
- 블랙매스(Black Mass)
- 소이 네로(Soy Nero)
- 몬태나(Hostiles) - 토머스 메츠 역
- 아웃사이더(The Outsider) - 파네티 역
- 화이트 보이 릭(White Boy Rick)

### TV 시리즈
- 더 랫 돈(The Lat Don)
- CSI Miami 시즌 1~ 3-01(팀 스피들 역)